# Hypomolis lymphasea
Hypomolis lymphasea là một loài bướm đêm thuộc phân họ Arctiinae, họ Erebidae.